# Janusz Bułkowski
Janusz Bułkowski (ur. 31 maja 1967 w Brzegu) – polski siatkarz, siedmiokrotny mistrz Polski w siatkówce plażowej, w tym złoty medalista pierwszych w historii mistrzostw Polski (1994 - razem ze Zbigniewem Żukowskim), medalista mistrzostw Polski w siatkówce halowej.

## Kariera sportowa
Karierę rozpoczął w Orliku Brzeg, w latach 1985–1989 był zawodnikiem KKS Kluczbork, w latach 1990–1993 Górala Żywiec. Od 1993 był zawodnikiem Stali Nysa (następnie Stali AZS Nysa), w 1994 i 1995 zdobył z tą drużyną wicemistrzostwo Polski, w 1998 brązowy medal mistrzostw Polski, w ekstraklasie występował do 2003.
Największe sukcesy odnosił w siatkówce plażowej. Siedmiokrotnie zdobywał mistrzostwo Polski (1994, 1995 i 1996 - razem ze Zbigniewem Żukowskim, 1998, 1999, 2000 i 2001 - razem z Bartoszem Bachorskim). W 1997 zdobył też brązowy medal mistrzostw Polski (z Z. Żukowskim). W 1994 wystąpił razem z Z. Żukowskim na mistrzostwach Europy, zajmując 10. miejsce. Z B. Bachorskim wystąpił na mistrzostwach Europy w 1999 (17. miejsce), 2000 (13. miejsce) i 2001 (7. miejsce) oraz mistrzostwach świata w 1999 (33. miejsce) i 2001 (33. miejsce).
W sezonie 2002/2003 był grającym II trenerem  Nysa. W latach 2004–2007 pracował jako trener żeńskiej reprezentacji Polski w siatkówce plażowej. W 2008 został trenerem AZS Nysa, w sezonie 2011/2012 wygrał z tą drużyną rozgrywki I ligi (drugi poziom rozgrywek), w 2012 został trenerem BBTS Bielsko-Biała i w sezonie 2012/2013 wywalczył wicemistrzostwo I ligi. Bielski klub prowadził także w ekstraklasie w sezonie 2013/2014, ale został zwolniony w lutym 2014. Od maja 2014 do sezonu 2016/2017 był trenerem AZS PWSZ Stal Nysa. Od sezonu 2017/2018 jest pierwszym trenerem zespołu Aqua Zdrój Wałbrzych.